# Daisuke Oku
Daisuke Oku (japonsko 奥 大介), japonski nogometaš, * 7. februar 1976, † 17. oktober 2014.
Za japonsko reprezentanco je odigral 26 uradnih tekem.